# Cordulegaster obliqua
Cordulegaster obliqua is een libel uit de familie van de bronlibellen (Cordulegastridae).
De soort staat op de Rode Lijst van de IUCN als niet bedreigd, beoordelingsjaar 2007, de trend van de populatie is volgens de IUCN stabiel.
De wetenschappelijke naam van de soort werd in 1840 gepubliceerd door Thomas Say.